# Harry Knudsen
Harry Knudsen   (Køge, 4 de març de 1919 - Køge, 1 de setembre de 1998) fou un remer danès que va competir durant la dècada de 1940.
El 1948 va prendre part en els Jocs Olímpics de Londres, on guanyà la medalla de bronze en la prova del quatre amb timoner del programa de rem. Formà equip amb Erik Larsen, Børge Raahauge Nielsen, Henry Larsen i Jørgen Ib Olsen.